# Aksaj (Russia)
Aksaj è una città della Russia europea meridionale (oblast' di Rostov); è il capoluogo del rajon Aksajskij.
Sorge nella parte sudoccidentale della oblast', a breve distanza dal capoluogo Rostov sul Don, sulla sponda destra del Don, nei pressi della confluenza in esso del piccolo affluente Aksaj (che ha dato il nome alla città).
La prima menzione scritta della città risale al 1569, quando sul sito dell'odierna città sorgeva una cittadella cosacca chiamata Ust'-Aksajskaja. Nel XVIII secolo la cittadina venne rinominata numerose volte: Nižnie Razdory, Kobjakovskij (dal nome di persona tataro Kobjak), Atamanskij (l'atamano era una sorta di capo cosacco), Nižnij; nel 1791 viene attestata come stanica di Aksajskaja (la stanica è un villaggio cosacco). Nel novembre 1941, per alcuni giorni, la città fu occupata dalle armate naziste. Nel 1957 la stanica di Aksajskaja venne rinominata con l'attuale nome di Aksaj, ottenendo lo status di città.
Al giorno d'oggi Aksaj è una città prevalentemente industriale, che costituisce un sobborgo di Rostov sul Don.